# 하나이즈미정
하나이즈미정(花泉町)은 이와테현 니시이와이군에 설치되었던 정이다. 현재의 이치노세키시의 주소지에 해당한다.

## 연혁
- 1875년 10월 17일 - 미즈사와현에 의한 촌락 통합을 수반해, 나카촌·가나모리촌·시미즈촌이 합병해 하나이즈미촌이 되었다.
- 1889년 4월 1일 - 정촌제 시행과 함께, 하나이즈미촌, 나라사카촌과 합병해 새로운 하나이즈미촌이 성립하였다.
- 1955년 1월 1일 - 오이마쓰촌, 나가이촌, 히카타촌, 유시마촌, 와쿠쓰촌을 합병하여 하나미이즈미정이 되었다.
- 1956년 9월 30일 - 가자와촌을 편입하였다.
- 2005년 9월 20일 - 히가시이와이군 지마야정·다이토정·히가시야마정·가와사키촌·무로네촌과 함께 이치노세키시와 합병해, 새로운 이치노세키시의 일부가 되었다.

## 교통

### 철도
- 동일본 여객철도
  - 도호쿠 본선

### 도로
- 국도 342호선